# Kärväsjärvi (sjö i Lappland, Finland)
Kärväsjärvi är en sjö i Finland. Den ligger i kommunen Kemijärvi i landskapet Lappland, i den norra delen av landet, 700 km norr om huvudstaden Helsingfors. Kärväsjärvi ligger 169,5 meter över havet. Den är 10,2 meter djup. Arean är 1,37 kvadratkilometer och strandlinjen är 12,41 kilometer lång. Sjön  ingår i Kemi älvs huvudavrinningsområde. 